# 존 윅 4
《존 윅 4》(영어: John Wick: Chapter 4)는 2023년 개봉한 미국의 네오누아르 액션 스릴러 영화이다. 《존 윅 3: 파라벨룸》(2019)의 후속작이다.
시리즈는 기존 전작들과 마찬가지로 액션 장면, 연출, 영상미, 출연진의 연기로 대체로 호평을 받았다.
스핀오프 《발레리나》가 2025년 개봉 예정이다.

## 줄거리
뉴욕의 지하 세계에서 몸을 숨기고 있는 존 윅은 보우어리 킹의 도움을 받아 상위 회의(High Table)에 대한 복수를 준비한다.
그는 모로코로 향해 회의의 최고 권위자인 '엘더'를 처단한다. 이에 대한 보복으로, 회의는 무제한의 권한과 자원을 가진 마르키즈 빈센트 드 그라몽을 파견해 존을 제거하려 한다.
마르키즈는 뉴욕 콘티넨탈 호텔의 지배인 윈스턴과 컨시어지 샤론을 호출해, 과거 존을 제거하지 못한 책임을 추궁한다. 결과적으로 그는 윈스턴을 해임하고 "제명"을 선언하며, 뉴욕 콘티넨탈을 폭파시키고 샤론을 처형한다. 마르키즈는 또한 존의 오랜 친구이자 은퇴한 맹인 암살자 케인을 협박해, 그의 딸을 인질로 삼고 존을 죽이도록 강요한다.
존은 일본 오사카에 있는 콘티넨탈 호텔로 피신하고, 그곳의 운영자인 친구 시마즈 코지를 만난다. 그러나 케인과 마르키즈의 부하 치디가 도착하고, 회의의 감시단이 호텔을 "비신성화"하며 전투가 벌어진다. 코지의 딸 아키라는 투숙객을 대피시키고, 존은 중무장한 적들과 격렬하게 싸운다. 전투 끝에 케인과 마주한 존은 싸우지만, 현상금 사냥꾼 미스터 노바디의 개입으로 도주에 성공한다. 코지는 부상을 입고도 존을 지키기 위해 싸우다 케인에게 살해당하지만, 아키라는 살아남는다.
다시 뉴욕으로 돌아온 존은 샤론의 묘소에서 윈스턴을 만나고, 윈스턴은 고대 전통을 이용해 마르키즈에게 결투를 신청할 수 있음을 알려준다. 결투에서 승리하면 존은 회의로부터 자유로워질 수 있다. 단, 결투는 범죄 가문의 일원으로서만 신청할 수 있다.
존은 다시 루스카 로마 조직에 가입하기 위해 베를린으로 향하고, 그의 여동생 카티아는 회의의 지시에 따라 조직원을 살해한 킬라 하르칸을 제거할 것을 조건으로 내건다. 존은 킬라의 습격을 받지만, 케인과 미스터 노바디의 도움으로 그를 처치하고 조직으로 복귀한다. 윈스턴은 존의 대리인(세컨드)으로서 결투를 공식 요청하고, 존이 승리할 경우 자신의 지위 회복과 호텔 재건을 요구한다.
파리에서 결투 장소는 사크레쾨르 대성당으로 정해지고, 해돋이 직전에 총격전으로 승부가 나기로 합의된다. 마르키즈는 케인을 대리인으로 지정하고, 존과 윈스턴이 늦을 경우 처형될 것이라는 경고도 내려진다. 보우어리 킹은 존에게 총기와 방탄 슈트를 제공한다.
마르키즈는 존의 이동을 지연시키기 위해 2,600만 달러의 현상금을 걸고, 이후 이를 4,000만 달러로 올린다. 존은 수많은 암살자들과 맞서 싸우고, 도중에 미스터 노바디가 그의 개를 구한 존의 행동에 감명을 받아 추격을 멈춘다.
결투장에 도착한 존과 케인은 총격전을 벌인다. 세 번째 발을 앞두고 존이 총을 쏘지 않자, 마르키즈는 마지막 일격을 가하겠다며 직접 나선다. 그러나 윈스턴은 존이 아직 발사하지 않았음을 상기시키고, 존은 그 즉시 마르키즈에게 치명타를 가한다. 이로써 결투는 끝나고, 하이 테이블은 존과 케인, 그리고 케인의 딸의 자유를 인정하며 윈스턴을 뉴욕 콘티넨탈의 지배인으로 복귀시킨다.
존은 생을 되돌아보며 쓰러지고, 결국 부상으로 인해 세상을 떠난다. 이후 뉴욕에서 윈스턴과 보우어리 킹은 그의 묘를 찾아 작별을 고하고, 그의 묘는 아내 헬렌 옆에 놓인다.

## 출연
- 키아누 리브스 - 존 윅 역
- 전쯔단 - 케인 역
- 빌 스카르스고르드 - 그라몽 후작 역 (악역)
- 로런스 피시번 - 바우어리 왕 역
- 사나다 히로유키 - 코지 시마즈 역
- 셔미어 앤더슨 - 노바디 역
- 랜스 레딕 - 셔론 역
- 리나 사와야마 - 아키라 역
- 마르코 사로르 - 치디 역
- 스콧 애드킨스 - 킬라 역
- 클랜시 브라운 - 전령 역
- 이언 맥셰인 - 윈스턴 역
- 너탤리아 테나 - 카티아 역

## 이모저모
- 키아누 리브스와 로런스 피시번이 《매트릭스》(1999), 《매트릭스 2: 리로디드》(2003), 《매트릭스 3: 레볼루션》(2003), 《존 윅: 리로드》(2017), 《존 윅 3: 파라벨룸》(2019)에 이어 여섯 번째로 재회한 영화이다.